# Carema
Carema (piemontiul Carema, arpitánul Caréma, franciául Carême) egy község a Piemont régióban, Torino megyében.

## Látványosságok
Óvárosa jellegzetesen középkori, szűk utcákkal, kőépületekkel. Az utcák és apró terek mentén számos kőből készült kút található, a legismertebb a  Challant-Madruzzo grófok által 1571-ben a Savoyai hercegek tiszteletére készíttetett.
A 60 méter magas templomtorony 1760 és 1769 között épült.  
A települést körülvevő hegyoldalakon szőlőtermesztés folyik, ez a Carema nevű bor hazája.

## Fordítás
- Ez a szócikk részben vagy egészben  a   Carema című olasz Wikipédia-szócikk fordításán alapul.  Az eredeti cikk szerkesztőit annak laptörténete sorolja fel. Ez a jelzés csupán a megfogalmazás eredetét és a szerzői jogokat jelzi, nem szolgál a cikkben szereplő információk forrásmegjelöléseként.